# Bayano Kamani
Bayano Kamani (Houston, Texas, 17 de abril de 1980) es un corredor de vallas estadounidense-panameño que se especializa en los 400 metros con vallas. 

## Biografía
Es el poseedor del récord sudamericano en ese evento. Compitió en los Juegos Olímpicos de 2004 y quedó quinto en la final. En 2005 consiguió el segundo mejor tiempo del mundo con 47,84. Compitió en los Juegos Olímpicos de Verano de 2008 en Beijing, alcanzando las semifinales.Anteriormente compitió para Westbury High School de Houston, TX y la Universidad de Baylor, donde fue incluido en el Salón de la Fama del Atletismo en 2015. Fue campeón de la NCAA en 1999 y 2001 en los 400 con vallas. También formó parte de dos de los equipos victoriosos de relevos 4x400 metros de Baylor.

## Competencias Internacionales
| Año                                | Competencia                               | Lugar                              | Posición                           | Evento                             | Notas                              |
| Representando a los Estados Unidos | Representando a los Estados Unidos        | Representando a los Estados Unidos | Representando a los Estados Unidos | Representando a los Estados Unidos | Representando a los Estados Unidos |
| ---------------------------------- | ----------------------------------------- | ---------------------------------- | ---------------------------------- | ---------------------------------- | ---------------------------------- |
| 1999                               | Universiadas                              | Palma de Mallorca, España          | 2.º                                | 400 m H                            | 48.74                              |
| 2001                               | Universiadas                              | Beijing, China                     | 15.º (sf)                          | 400 m H                            | 50.64                              |
| Representando a Panamá             |                                           |                                    |                                    |                                    |                                    |
| 2003                               | Campeonato sudamericano                   | Barquisimeto, Venezuela            | 1.º                                | 400 m H                            | 50.10                              |
| 2003                               | Campeonato Mundial                        | París, Francia                     | 32.º                               | 400 m H                            | 51.18                              |
| 2004                               | Juegos Olímpicos                          | Atenas, Grecia                     | 5.º                                | 400 m H                            | 48.74                              |
| 2004                               | Campeonato Mundial                        | Monte Carlo, Mónaco                | 5.º                                | 400 m H                            | 48.24                              |
| 2005                               | Campeonato Mundial                        | Helsinki, Finlandia                | 7.º                                | 400 m H                            | 50.18                              |
| 2005                               | Campeonato Mundial                        | Monte Carlo, Mónaco                | 6.º                                | 400 m H                            | 49.30                              |
| 2006                               | Juegos Centroamericanos y del Caribe      | Cartagena, Colombia                | 1.º                                | 400 m H                            | 49.44                              |
| 2007                               | Juegos Panamericanos                      | Rio de Janeiro, Brasil             | 2.º                                | 400 m H                            | 48.70                              |
| 2007                               | Campeonato Mundial                        | Osaka, Japón                       | 12.º (sf)                          | 400 m H                            | 49.13                              |
| 2008                               | Campeonatos Centroamericanos y del Caribe | Cali, Colombia                     | 11.º (h)                           | 400 m H                            | 56.45                              |
| 2008                               | Juegos Olímpicos                          | Beijing, China                     | 15.º (sf)                          | 400 m H                            | 50.48                              |